# Liljana Kondakçi
Liljana Kondakçi är en albansk sångerska som är främst känd för sin seger i den 18:e upplagan av Festivali i Këngës, år 1979.

## Karriär
Kondakçi föddes i Albaniens huvudstad Tirana. Hennes far var född i Lushnja men kom från Korça medan hennes mor kom från Përmet.
Kondakçi debuterade i Festivali i Këngës 6:e upplaga år 1967. Därefter deltog hon i tävlingen 21 år (förutom 1973) i rad, fram till år 1988. Totalt har Kondakçi framfört 34 bidrag i tävlingen och som mest framförde hon 3 bidrag i samma upplaga av tävlingen, den 15:e år 1976.
1979 ställde Kondakçi upp i Festivali i Këngës tillsammans med Zeliha Sina och Afërdita Zonja och låten "Festë ka sot Shqipëria". Till samma tävling hade Kondakçi även ett bidrag som solosångare, "Cuca malesorë". Med "Festë ka sot Shqipëria" tog Kondakçi hem segern i tävlingen. 
Kondakçi deltog även i den första upplagan av Kënga Magjike, Kënga Magjike 1 år 1999. Hon deltog med låten "Arbëri". 

## Privatliv
2010 arresterades Kondakçi i Thessaloniki i Grekland och utvisades till Italien på grund av en arresteringsorder, rörande narkotikahandel, från staden Catanzaros allmänna åklagare (pubblico ministero) Vincenzo Antonio Lombardo och antimaffiaåklagaren Vincenzo Luberto. Efter att hon gripits valde Albaniens kulturministerium att ta bort henne från listan på personer som skulle tilldelas utmärkelsen "Naim Frashëri". Kondakçi har i Italien kallats för "La mama" och dömdes även år 2006 till två år och åtta månaders fängelse efter att ha ertappats med 3 kilo heroin i en väska. Hon släpptes dock mot borgen.
Kondakçi har uppmärksammats för sin utseendemässiga likhet med sångerskorna Marjeta Billo och Marsida Saraçi.